# Elezioni regionali in Lombardia del 2000
Le elezioni regionali italiane del 2000 in Lombardia si sono tenute il 16 aprile. Esse hanno visto la vittoria del presidente uscente Roberto Formigoni, sostenuto dalla Casa delle Libertà, che ha sconfitto il candidato del centro-sinistra, Mino Martinazzoli.
Su 7.596.073 elettori hanno votato in 5.742.208 ovvero il 75,59%.

## Risultati
|                                                                 | Roberto Formigoni (Per la Lombardia) ✔️ Presidente              | 3 355 803                                                       | 62,37 | Forza Italia                     | 1 539 359 | 33,79 | 24 |  |  |
| Lega Nord                                                       | Roberto Formigoni (Per la Lombardia) ✔️ Presidente              | 3 355 803                                                       | 62,37 | 702 479                          | 15,42     | 10    |    |  |  |
| Alleanza Nazionale                                              | Roberto Formigoni (Per la Lombardia) ✔️ Presidente              | 3 355 803                                                       | 62,37 | 441 087                          | 9,68      | 6     |    |  |  |
| Cristiani Democratici Uniti                                     | Roberto Formigoni (Per la Lombardia) ✔️ Presidente              | 3 355 803                                                       | 62,37 | 111 112                          | 2,44      | 1     |    |  |  |
| Centro Cristiano Democratico                                    | Roberto Formigoni (Per la Lombardia) ✔️ Presidente              | 3 355 803                                                       | 62,37 | 76 423                           | 1,68      | 1     |    |  |  |
| Partito Pensionati                                              | Roberto Formigoni (Per la Lombardia) ✔️ Presidente              | 3 355 803                                                       | 62,37 | 71 925                           | 1,58      | 1     |    |  |  |
| Partito Socialista - Socialdemocrazia                           | Roberto Formigoni (Per la Lombardia) ✔️ Presidente              | 3 355 803                                                       | 62,37 | 31 178                           | 0,68      | –     |    |  |  |
| Liberal Sgarbi - I Libertari                                    | Roberto Formigoni (Per la Lombardia) ✔️ Presidente              | 3 355 803                                                       | 62,37 | 21 876                           | 0,48      | –     |    |  |  |
| Seggi assegnati alla lista regionale                            | Seggi assegnati alla lista regionale                            | Seggi assegnati alla lista regionale                            | 62,37 | 8                                |           |       |    |  |  |
|                                                                 | Mino Martinazzoli (Martinazzoli Presidente)                     | 1 692 474                                                       | 31,46 | Centro-sinistra per Martinazzoli | 918 345   | 20,16 | 19 |  |  |
| Partito della Rifondazione Comunista                            | Mino Martinazzoli (Martinazzoli Presidente)                     | 1 692 474                                                       | 31,46 | 289 572                          | 6,36      | 5     |    |  |  |
| Socialisti Democratici Italiani - Liberali - Altri              | Mino Martinazzoli (Martinazzoli Presidente)                     | 1 692 474                                                       | 31,46 | 86 517                           | 1,90      | 1     |    |  |  |
| Seggio assegnato al candidato presidente classificatosi secondo | Seggio assegnato al candidato presidente classificatosi secondo | Seggio assegnato al candidato presidente classificatosi secondo | 31,46 | 1                                |           |       |    |  |  |
|                                                                 | Benedetto Della Vedova                                          | 178 406                                                         | 3,32  | Lista Emma Bonino                | 154 396   | 3,39  | 3  |  |  |
|                                                                 | Nerio Nesi                                                      | 110 202                                                         | 2,05  | Partito dei Comunisti Italiani   | 86 027    | 1,89  | –  |  |  |
|                                                                 | Giorgio Schultze                                                | 43 696                                                          | 0,81  | Partito Umanista                 | 25 350    | 0,56  | –  |  |  |
| Totale                                                          | Totale                                                          | 5 380 581                                                       | 100   |                                  | 4 555 646 | 100   | 80 |  |  |
|                                                                 |                                                                 |                                                                 |       |                                  |           |       |    |  |  |
| Schede bianche                                                  | Schede bianche                                                  | 111 224                                                         | 1,94  |                                  |           |       |    |  |  |
| Schede nulle                                                    | Schede nulle                                                    | 250 403                                                         | 4,36  |                                  |           |       |    |  |  |
| Votanti                                                         | Votanti                                                         | 5 742 208                                                       | 75,59 |                                  |           |       |    |  |  |
| Elettori                                                        | Elettori                                                        | 7 596 073                                                       |       |                                  |           |       |    |  |  |

## Consiglieri eletti
| Collegio           | Lista                                | Eletto                     |
| ------------------ | ------------------------------------ | -------------------------- |
| Collegio regionale | Per la Lombardia                     | Roberto Formigoni          |
| Collegio regionale | Per la Lombardia                     | Guido Bombarda             |
| Collegio regionale | Per la Lombardia                     | Gianluigi Farioli          |
| Collegio regionale | Per la Lombardia                     | Attilio Fontana            |
| Collegio regionale | Per la Lombardia                     | Romano La Russa            |
| Collegio regionale | Per la Lombardia                     | Mario Scotti               |
| Collegio regionale | Per la Lombardia                     | Alberto Zorzoli            |
| Collegio regionale | Per la Lombardia                     | Gianfranco Rotondi         |
| Collegio regionale | Martinazzoli Presidente              | Mino Martinazzoli          |
| Milano             | Forza Italia                         | Maurizio Bernardo          |
| Milano             | Forza Italia                         | Alberto Guglielmo          |
| Milano             | Forza Italia                         | Domenico Pisani            |
| Milano             | Forza Italia                         | Stefano Maullu             |
| Milano             | Forza Italia                         | Massimo Guarischi          |
| Milano             | Forza Italia                         | Antonella Maiolo           |
| Milano             | Forza Italia                         | Massimo Ponzoni            |
| Milano             | Forza Italia                         | Henry Richard Rizzi        |
| Milano             | Forza Italia                         | Donato Giordano            |
| Milano             | Forza Italia                         | Luciano Valaguzza          |
| Milano             | Centro-sinistra                      | Pierangelo Ferrari         |
| Milano             | Centro-sinistra                      | Fiorenza Bassoli           |
| Milano             | Centro-sinistra                      | Paolo Danuvola             |
| Milano             | Centro-sinistra                      | Carlo Monguzzi             |
| Milano             | Centro-sinistra                      | Mario Cipriano             |
| Milano             | Centro-sinistra                      | Maria Chiara Bisogni       |
| Milano             | Alleanza Nazionale                   | Carlo Borsani              |
| Milano             | Alleanza Nazionale                   | Silvia Ferretti Clementi   |
| Milano             | Alleanza Nazionale                   | Piergianni Prosperini      |
| Milano             | Lega Nord                            | Massimo Zanello            |
| Milano             | Lega Nord                            | Davide Boni                |
| Milano             | Lega Nord                            | Giovanni Bernardelli       |
| Milano             | Partito della Rifondazione Comunista | Umberto Gay                |
| Milano             | Partito della Rifondazione Comunista | Giovanni Confalonieri      |
| Milano             | Lista Emma Bonino                    | Alessandro Litta Modignani |
| Milano             | Cristiani Democratici Uniti          | Domenico Zambetti          |
| Milano             | Socialisti Democratici Italiani      | Roberto Biscardini         |
| Milano             | Centro Cristiano Democratico         | Milena Bertani             |
| Milano             | Partito Pensionati                   | Elisabetta Fatuzzo         |
| Bergamo            | Forza Italia                         | Carlo Saffioti             |
| Bergamo            | Forza Italia                         | Marcello Raimondi          |
| Bergamo            | Lega Nord                            | Daniele Belotti            |
| Bergamo            | Lega Nord                            | Fabrizio Ferrari           |
| Bergamo            | Centro-Sinistra                      | Battista Bonfanti          |
| Bergamo            | Centro-Sinistra                      | Giuseppe Benigni           |
| Bergamo            | Alleanza Nazionale                   | Marzio Tremaglia           |
| Bergamo            | Partito della Rifondazione Comunista | Ezio Locatelli             |
| Bergamo            | Lista Emma Bonino                    | Giorgio Myallonier         |
| Brescia            | Forza Italia                         | Franco Nicoli Cristiani    |
| Brescia            | Forza Italia                         | Margherita Peroni          |
| Brescia            | Lega Nord                            | Giovanmaria Flocchini      |
| Brescia            | Lega Nord                            | Germano Pezzoni            |
| Brescia            | Centro-sinistra                      | Claudio Bragaglio          |
| Brescia            | Centro-sinistra                      | Guido Galperti             |
| Brescia            | Alleanza Nazionale                   | Viviana Beccalossi         |
| Brescia            | Partito della Rifondazione Comunista | Marco Lombardi             |
| Como               | Forza Italia                         | Giuliano Sala              |
| Como               | Forza Italia                         | Giorgio Pozzi              |
| Como               | Lega Nord                            | Ettore Albertoni           |
| Como               | Centro-sinistra                      | Giovanni Orsenigo          |
| Cremona            | Forza Italia                         | Giovanni Rossoni           |
| Cremona            | Centro-sinistra                      | Luciano Pizzetti           |
| Lecco              | Forza Italia                         | Giulio Boscagli            |
| Lecco              | Centro-sinistra                      | Luigi Pirovano             |
| Lecco              | Lega Nord                            | Stefano Galli              |
| Lodi               | Forza Italia                         | Marco Votta                |
| Lodi               | Centro-sinistra                      | Gianfranco Concordati      |
| Mantova            | Forza Italia                         | Enzo Lucchini              |
| Mantova            | Centro-sinistra                      | Antonio Viotto             |
| Pavia              | Forza Italia                         | Gian Carlo Abelli          |
| Pavia              | Centro-sinistra                      | Carlo Porcari              |
| Sondrio            | Forza Italia                         | Giovanni Bordoni           |
| Sondrio            | Centro-sinistra                      | Marco Tam                  |
| Varese             | Forza Italia                         | Massimo Buscemi            |
| Varese             | Forza Italia                         | Paolo Valentini Puccitelli |
| Varese             | Lega Nord                            | Giampiero Reguzzoni        |
| Varese             | Centro-sinistra                      | Daniele Marantelli         |
| Varese             | Centro-sinistra                      | Giuseppe Adamoli           |
| Varese             | Alleanza Nazionale                   | Luca Ferrazzi              |
| Varese             | Partito della Rifondazione Comunista | Giovanni Martina           |
| Varese             | Lista Emma Bonino                    | Lorenzo Strik Lievers      |